# هانس آلبرت اینشتین
هانس آلبرت اینشتین (۱۴ مهٔ ۱۹۰۴ – ۲۶ ژوئیهٔ ۱۹۷۳) پروفسور رشتهٔ مهندسی هیدرولیک در دانشگاه کالیفرنیا، برکلی بود. او دومین فرزند و اولین پسر فیزیک‌دان مشهور آلبرت اینشتین (۱۸۷۹–۱۹۵۵) و مادرش میلوا ماریچ (۱۸۷۵–۱۹۴۸) بود. مقالات وی در مرکز آرشیو منابع آب در دانشگاه برکلی نگهداری می‌شوند.